# Denis Badré
Pour les articles homonymes, voir Badré.
Denis Badré, né le 3 janvier 1943 à Pontarlier (Doubs), est un homme politique français.

## Biographie
Denis Badré est le fils de Louis Badré (1907-2001), ingénieur général des eaux et forêts et de Thérèze Zeller (1907-2000). Il a trois sœurs et un frère, Michel Badré (né en 1948), également ingénieur général des eaux et forêts.

### Études et  carrière
Diplômé de l'École polytechnique, (promotion 1963) et de l'École nationale des eaux et forêts, Denis Badré travaille d'abord dans la protection contre les avalanches à Grenoble avant de devenir conseiller technique puis directeur de cabinet de plusieurs secrétaires d'État à l'agriculture entre 1978 et 1981 (Pierre Méhaignerie, Jacques Fouchier et Jacques Blanc).
Il épouse en 1967 Sabine Vasseur, et sera père de 4 enfants, dont l'homme d'affaires Bertrand Badré.
Il dirige ensuite l'École nationale du génie rural, des eaux et des forêts (1981-1986) avant de prendre la tête de l'administration au ministère de l'Agriculture (1986-1989) puis d'être directeur général de l'Assemblée Permanente des Chambres d'Agriculture (1989-1993) et enfin directeur général de l'administration et du développement au ministère de l'Environnement (1994-1995).

### Élu local

#### Maire de Ville-d'Avray
Élu maire de Ville-d'Avray, commune des Hauts-de-Seine de 12 000 habitants, en juin 1995, succédant à Georgette Sireyjol, maire sortant DVD dont il était l'adjoint, il est réélu en mars 2001 avec 68 % des suffrages puis en mars 2008, où la liste qu'il conduit aux élections municipales recueille 52,66 % des voix, devant celles de l'UMP (26,99 %) et du PS (20,36 %). Il est réélu le 23 mars 2014 avec 76,76 % des voix, devant la liste du candidat Alexis Girzonas. Il démissionne au profil d'Aline de Marcillac, le 6 octobre 2017.

#### Conseiller général
En 1996, il est élu conseiller général du canton de Chaville succédant ainsi à Marcel Houlier. Il conserve ce mandat jusqu'en 2004, date à laquelle il est battu par l'UMP Jean-Jacques Guillet lors des élections cantonales. Arrivé au 1er tour derrière ce dernier mais devant le candidat du Parti socialiste, il préfère éviter de risquer de faire gagner le canton à la gauche et se retire au profit de Jean-Jacques Guillet qui l'emporte au 2d tour face à Bruno Lemoine (PS).

#### Autres fonctions locales
Il est élu le 21 janvier 2016 conseiller métropolitain délégué de la métropole du Grand Paris.

### Mandat national
En 1995, dans la foulée de son élection à la mairie de Ville-d'Avray, il est en 2e position sur la liste UDF menée par le maire de Boulogne-Billancourt Jean-Pierre Fourcade, et devient sénateur des Hauts-de-Seine.
Battu aux élections cantonales de 2004, il est toutefois réélu sénateur en septembre de la même année sans être soutenu par l'UDF. Il recueille 10,33 % des voix, soit plus que l'ancien ministre Jean-Pierre Fourcade qui est lui aussi réélu. Il est candidat à un troisième mandat lors des élections sénatoriales de 2011 mais, concurrencé par la multiplication des listes de la droite et du centre (notamment celle du Nouveau Centre Hervé Marseille, maire de Meudon), il n'est pas réélu.

### Responsabilités partisanes
Il participe à la création du MoDem à Villepinte où il est nommé membre du bureau exécutif national.

### Fonctions
- Directeur de l'École nationale du génie rural, des eaux et des forêts (1981-1986)
- Directeur général de l'administration au ministère de l'Agriculture (1986-1989)
- Directeur général de l'Assemblée Permanente des Chambres d'Agriculture (1989-1993)
- Directeur général de l'administration et du développement au ministère de l'Environnement (1994-1995)
- Conseiller régional d'Île-de-France (1992-1996)
- Conseiller général des Hauts-de-Seine, canton de Chaville (1996-2004)
- Maire de Ville-d'Avray (1995-2017[16])
- Sénateur des Hauts-de-Seine (octobre 1995-septembre 2011)
- Vice-président de la Communauté d'agglomération Arc de Seine (2004- )
- Secrétaire national de l'UDF
- Vice-Président de la commission des finances, du contrôle budgétaire et des comptes économiques de la Nation du Sénat
- Vice-président de la délégation du Sénat pour l'Union européenne
- Vice-président du Mouvement Européen-France
- Président fondateur de "Centre-Ville en Mouvement[17]"  association nationale d'élus, de parlementaires, de chercheurs et hauts fonctionnaires destinée à promouvoir le développement des centres-villes.

### Décorations
- Chevalier de la Légion d'honneur
- Officier de l'ordre national du Mérite Il a été fait chevalier le 20 juin 1987, puis a été promu officier par décret du 15 novembre 2018[18].
- Commandeur du Mérite Agricole